# Pourtalesia alcocki
Pourtalesia alcocki ist ein irregulärer Seeigel aus der Familie Pourtalesiidae. Die benthische Art bewohnt die Weichsedimente in der Tiefsee und ist im westlichen Indischen Ozean in Meerestiefen zwischen 1450 und 2380 m heimisch. Das Verbreitungsgebiet reicht vom Golf von Oman bis nach Südafrika. Die Art wurde nach dem britischen Naturforscher Alfred William Alcock benannt.

## Merkmale
Es handelt sich um einen Vertreter der irregulären Seeigel, d. h. die Tiere sind sekundär bilateral-symmetrisch. Dabei nehmen die Tiere eine längliche, für Seeigel eher ungewöhnliche Körpergestalt an. Die Art ähnelt Pourtalesia laguncula u. a. durch das posterior gelegene, nach oben gebogene Subanalrostrum, unterscheidet sich aber von ihm durch seine Größe. So erreicht P. alcocki eine Länge von 50 mm, während P. laguncula eine Länge von 30 mm nicht überschreitet. Ferner ist der Plastronkiel auf der Oralseite bei P. alcocki deutlicher ausgeprägt als bei P. laguncula.
Die Laterne des Aristoteles, die für die meisten Seeigel charakteristisch ist und dem Aufnehmen und Zerkleinern von Nahrungspartikeln dient, fehlt allen Pourtalesien.

## Ökologie
Die irregulären Tiefsee-Seeigel stellen Detritusfresser dar. Sie sind bei ihrer Ernährung auf den sedimentierenden Meeresschnee angewiesen. Die Tiere fressen den Sedimentschlamm und filtern dabei die verwertbaren Nährstoffe heraus.